# Institut Fields
Pour les articles homonymes, voir Fields.
L'Institut Fields (en anglais : Fields Institute) est un centre international pour la recherche en sciences mathématiques à l'université de Toronto. L'institut porte le nom du mathématicien John Charles Fields, fondateur de la médaille Fields et travaillant à l'Université de Toronto. Il est fondé en 1992, et fut brièvement basé à l'Université de Waterloo avant d'être déplacé à Toronto en 1995.

## Publications
Les Fields Institute Monographs (FIM) contiennent le travail de recherche de l'institut et sont publiées conjointement avec la Société mathématique américaine.
L'institut soutient également des publications à l'étranger, telles que le North-Western European Journal of Mathematics éditée par les Laboratoires de mathématiques du Nord-Pas-De-Calais, en France, avec le soutien de plusieurs sociétés mathématiques européennes.

## Galerie

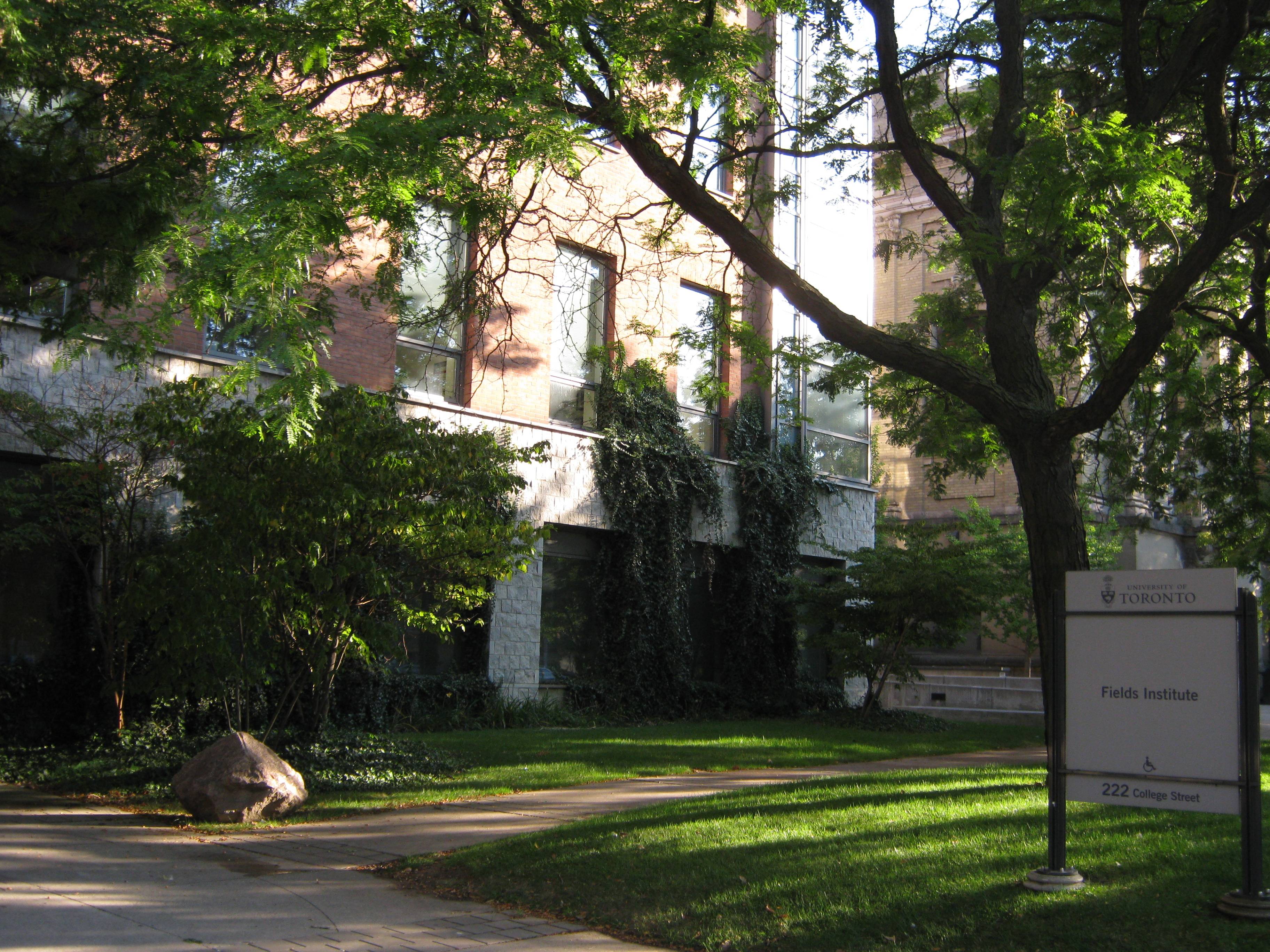
Entrée de l'institut.
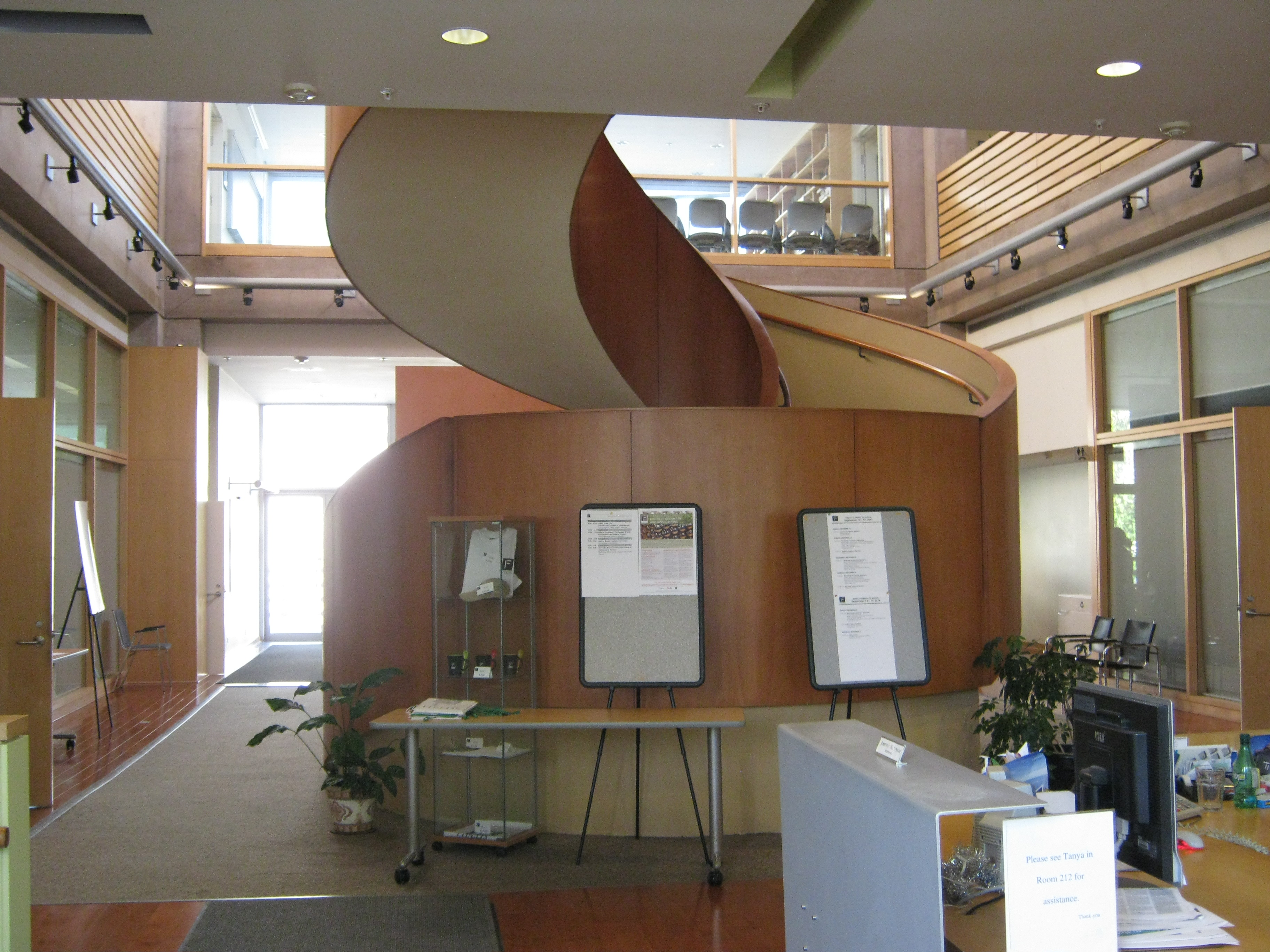
Hall principal de l'institut Fields.
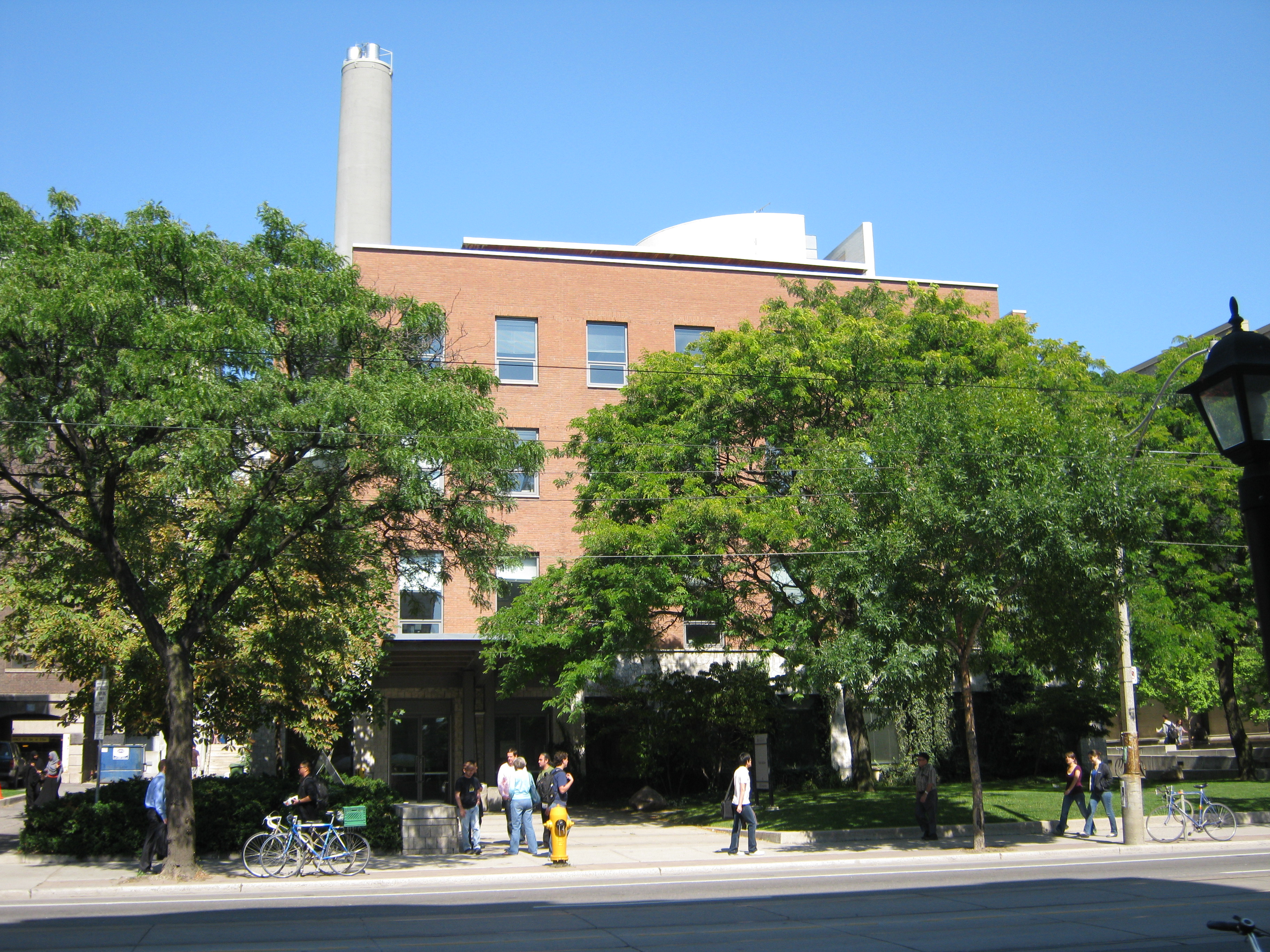
Institut Fields.

## Prix
Le prix CRM-Fields-PIMS est remis annuellement par le Centre de recherches mathématiques, l'Institut Fields et le Pacific Institute for the Mathematical Sciences pour souligner des réalisations exceptionnelles en sciences mathématiques. Il est un des prix les plus prestigieux en mathématiques au Canada.